# Stanisław Koźmiński (dyplomata)
Stanisław Koźmiński (ur. 8 listopada 1877 w Tarnopolu, zm. 7 lutego 1938 we Lwowie) – polski prawnik (doktor praw) i dyplomata.

## Życiorys
Studiował prawo na Wydziale Prawa Uniwersytetu Lwowskiego i w Wiedniu, uzyskując doktorat. W latach 1900–1919 pracował w prokuraturze we Lwowie, od 1916 wykładał również ekonomię na wyższych kursach społecznych. 
Od 1915 członek Ligi Narodowej, w latach 1917–1918 współpracował z tajnym organem tego ugrupowania – „Chwila”. Po odzyskaniu niepodległości uczestniczył w misjach specjalnych do Rumunii i Paryża,  następnie był delegatem Komitetu Narodowego Polskiego (KNP) w Bukareszcie. 
W lipcu 1919 przyjęty do służby dyplomatycznej II Rzeczypospolitej, pracował w centrali Ministerstwa Spraw Zagranicznych, kierując referatem rumuńsko-węgierskim. a potem Wydziałem Zachodnim MSZ. W styczniu 1923 został dyrektorem Departamentu Politycznego. Od 3 lutego 1925 do 25 maja 1927 poseł RP w Holandii, jednocześnie reprezentant Polski w sprawach przed Stałym Trybunałem Sprawiedliwości Międzynarodowej w Hadze. Po powrocie z placówki przeszedł w stan spoczynku i osiadł w majątku Supranówka w powiecie skałackim. 